# Temnocerus naso
Temnocerus naso is een keversoort uit de familie Rhynchitidae. De wetenschappelijke naam van de soort is voor het eerst geldig gepubliceerd in 1885 door Casey.